# Законы мафии
«Законы мафии» (рус. Mob Rules) — пятнадцатая серия первого сезона американского телесериала «Доктор Хаус». Премьера эпизода проходила на канале FOX 22 марта 2005 года. Доктор Хаус и его команда должны спасти свидетеля по делу против мафии.

## Сюжет
К Хаусу попадает человек по имени Джоуи, который должен свидетельствовать в деле против мафии, которую ведет ФБР. Он теряет сознание и впадает в кому. Его брат, который одновременно является авторитетным мафиози и адвокатом Джоуи, хочет удержать того от дачи показаний, поэтому старается заставить Хауса затянуть пребывание пациента в больнице, чтобы иметь время уговорить отказаться от показаний. Джоуи неожиданно выходит из комы и больше угрожающих жизни симптомов у него нет, однако любознательная натура Хаус хочет задержать пациента в госпитале, чтобы подробнее исследовать случай (или, возможно, здесь замешаны другие мотивы, например, мягко высказанные угрозы мафиози). Однако кто-то анонимно сообщает Воглеру, и тот заставляет полицию забрать Джоуи.
Двумя часами позже Джоуи возвращается в госпиталь снова в состоянии комы. Чейз считает, что кома была вызвана гепатитом С, но брат, разъярённый предположению врача о том, что Джоуи — наркоман или гомосексуал, даёт пощечину Чейзу и запрещает даже говорить об этом. Хаус предлагает «забыть» включить этот диагноз к карте пациента, чтобы спасти его репутацию, и получает от брата разрешение вводить противогепатитный интерферон. Хаус обнаруживает, что его старый автомобиль был заменён на культовый красный Chevrolet Corvette, «подарок» от мафии. Авто вызывает восхищение доктора Уилсона, и Хаус хочет его сохранить вопреки озабоченности коллег.
У Джоуи очень высокий уровень эстрогена — симптом, который не связан ни с одним другим. Его печень отказывает, однако команда Хауса до сих пор не знает, чем это вызвано. Чтобы выиграть время на диагностику, они приводят свинью в операционную и используют её печень для очистки крови Джоуи (на самом деле это — шутка, подобное абсолютно невозможно, органы и кровь людей и свиней абсолютно несовместимы, возможно таким образом авторы фильма просто намекают на своё отношение к мафии). Хаус решает, что состояние Джоуи вызвано китайскими травами, которые больной принимал, чтобы бросить курить, но вскоре кома возвращается несмотря на окончание приёма трав. Хаус выдвигает гипотезу, что коматозное состояние было вызвано наследственным нарушением метаболизма, которое не позволяло организму Джоуи переваривать мясную пищу, которую приносил его брат вместо больничного питания. Позже выясняют, что высокий уровень эстрогена был вызван приёмом специального препарата, предназначенного для повышения либидо, который принимают геи. Повышение уровня эстрогена обострило вышеупомянутую наследственную болезнь, и в результате это и вызвало болезни пациента.
Если Джоуи будет свидетельствовать на процессе против мафии, то он попадает под программу защиты свидетелей и сможет жить собственной жизнью, без угрозы гомофобии, традиционной для среды мафии. Когда брат Джоуи убеждается, что Джоуи — гомосексуал, он отказывается от своих намерений помешать свидетельством и соглашается с необходимостью того пойти по программе защиты свидетелей, если это сделает Джоуи счастливым, хотя и разлучит братьев навсегда. Он не понимает Джоуи, но осознает, что они — братья, и это — самое главное.
На приём к Хаусу трижды приходит молодой человек со своим малолетним братом, который несколько раз подряд запихивает в нос маленькую игрушку — фигурки полицейского, пожарного и пожарную машину. Хаус сначала считает, что это последствия детского желания повторить увиденный фокус с «извлечением» монеты из носа. Но проанализировав логический ряд вынутых предметов, он предполагает, что мотивы были глубже — это своеобразная спасательная команда, которую малыш «посылал» чтобы спасти кого-то. И действительно, воспользовавшись мощным электромагнитом, Хаус получает из носа малыша незаметную ранее металлическую фигурку кота.
В течение всего эпизода Воглер, желая сократить расходы и под влиянием личной антипатии к Хаусу, требует от Кадди доказать необходимость существования отдела диагностики, которым заведует Хаус. В конце эпизода Хаус сообщает Уилсону, что в результате давления со стороны Воглера, он получил дополнительную нагрузку в клинике и должен освободить одного из своих сотрудников.